# L'escorta del sicari
L'escorta del sicari (títol original en anglès, The Hitman's Bodyguard) és una pel·lícula estatunidenca d'acció dirigida per Patrick Hugues, estrenada l'any 2017. S'ha doblat al català.

## Argument
Michael Bryce, l'un dels millors guàrdies del cos al món, és contractat per protegir un assassí a sou, Darius Kincaid. Tenen 24 hores per arribar a la Haia, perquè en Kincaid testifica i aporta les proves dels crims contra la humanitat perpetrats per Vladislav Dukhovich, el dictador belarús, davant de la Cort Penal Internacional. Els altres testimonis han estat assassinats o sigui no hi ha cap prova d'aquests crims malgrat el seu testimoniatge i Kincaid és doncs l'últim escull per l'absolució del dictador i el seu retorn al poder. Però aquest últim ho intentarà tot per aturar-los.

## Repartiment
- Ryan Reynolds: Michael Bryce
- Samuel L. Jackson: Darius Kincaid
- Salma Hayek: Sonia Kincaid
- Gary Oldman: Vladislav Dukhovich
- Kirsty Mitchell: Rebecca Harr
- Élodie Yung: Agent Amelia Roussel
- Joaquim de Almeida: Jean Foucher
- Jurij Kolokol'nikov: Ivan
- Richard E. Grant: Seifert[3]
- Sam Hazeldine: Garrett
- Barry Atsma: Moreno
- Joséphine de la Baume: agent de l'Interpol

## Producció
- 3 anys més tard, Patrick Hughes, torna amb un nou film dotat d'acció pura. Després d'un càsting 5 estrelles en Expendables 3, el director torna amb un càsting de segons papers.
- Entre els actors d'aquest film, alguns ja han treballat en altres films: Ryan Reynolds i Samuel L. Jackson han actuat a Turbo l'any 2013. Gary Oldman i Ryan Reynolds a Criminal l'any 2016. Gary Oldman i Samuel L. Jackson han treballat a RoboCop. Salma Hayek, ha treballat, per primera vegada, al costat del director i també dels actors.

## Crítica
- "L'aventura és un disbarat de ca l'ample però, feliçment, està fabricada amb múscul de ferro i rugeix amb la força d'un 'Fast & furious' qualsevol. (...) Puntuació: ★★★ (sobre 5)"[4]
- "La química i el llenguatge groller de Ryan Reynolds i Samuel L. Jackson fa que aquesta comèdia d'acció d'interessant premissa sigui una agradable sorpresa estiuenca"
- "[Una] comèdia entretinguda però gens emocionant, que és incapaç de desenvolupar la química entre els seus estels malgrat el seu encant individual (...) Un talent major darrere de la càmera hauria aconseguit una mica més divertit."[5]
- "Presenta un artifici narratiu bastant sòlid (...) 'The Hitman's Bodyguard' té un encant modest que funciona malgrat la seva lànguida estructura (...) No és un nou clàssic d'acció, però passes una bona estona al cinema."[6]